# Teste do suor
O teste de suor é um procedimento que é usado na medicina, a fim de diagnosticar a fibrose cística, doença genética com significativas consequências para a saúde. Os pacientes com esta doença tem uma concentração de cloreto de sódio no suor mais elevada do que as pessoas saudáveis, com base neste fato, o exame é realizado com o intuito de demonstrar a existência da doença em pacientes com sintomas sugestivos, geralmente crianças com repetidas infecções respiratórias ou sinais de desnutrição.

## Resultados
É possível obter os seguintes resultados:
| Cloro                  | Significado     |
| <30 mEq/l              | Teste negativo. |
| >30 mEq/l y < 60 mEq/l | Teste duvidoso. |
| >60 mEq/l              | Teste positivo. |